# Broników (Wieluń)
Pour les articles homonymes, voir Broników.
Broników est une localité polonaise de la gmina de Wierzchlas, située dans le powiat de Wieluń en voïvodie de Łódź.